# Great Central Railway
La Great Central Railway (acronimo GCR) era una compagnia ferroviaria privata britannica nata nel 1897, in seguito al cambio della ragione sociale precedente Manchester, Sheffield and Lincolnshire Railway; confluita nella London & North Eastern Railway il 1º gennaio 1923 venne con essa nazionalizzata nel 1948.

## Storia
Le origini della compagnia risalgono al 1847 quando venne formata la Manchester, Sheffield and Lincolnshire Railway (MS&LR). Questa cambiò, nel 1897, il suo nome in Great Central Railway, due anni prima che entrasse a far parte della sua rete la cosiddetta London Extension, conosciuta anche come la Great Central Main Line (che le permetteva l'accesso alla capitale) e di cui aveva ottenuto, nel 1893 l'approvazione governativa. Il 1º gennaio 1923 venne raggruppata insieme ad altre linee confluendo nella London and North Eastern Railway.